# Quercamps
Quercamps (Nederlands: Kerskamp) is een gemeente in het Franse departement Pas-de-Calais (regio Hauts-de-France) en telt 288 inwoners (1999). De plaats maakt deel uit van het arrondissement Sint-Omaars.
In een ver verleden had het dorp een Vlaamsklinkende naam; in de 13e eeuw werd Kersecamt (Kerskamp) geschreven.

## Geografie
De oppervlakte van Quercamps bedraagt 2,0 km², de bevolkingsdichtheid is 144,0 inwoners per km².
De onderstaande kaart toont de ligging van Quercamps met de belangrijkste infrastructuur en aangrenzende gemeenten.

## Demografie
Onderstaande figuur toont het verloop van het inwonertal (bron: INSEE-tellingen).